# Каруру
Каруру (исп. Carurú) — муниципалитет и одноимённый посёлок на юго-востоке Колумбии, в составе департамента Ваупес.

## История
Муниципалитет был образован 7 августа 1993 года.

## Географическое положение

Муниципалитет Каруру

Посёлок расположен на левом берегу реки Ваупес, на расстоянии приблизительно 120 километров к западу-юго-западу (WSW) от города Миту, административного центра департамента. Абсолютная высота — 194 метра над уровнем моря.

Муниципалитет Каруру расположен в западной части департамента. Граничит на юге с муниципалитетом Пакоа, на востоке — с муниципалитетом Миту, на северо-востоке — с муниципалитетом Папунауа, на западе — с территорией департамента Гуавьяре. Площадь муниципалитета составляет 6981 км².

## Население
По данным Национального административного департамента статистики Колумбии, численность населения муниципалитета в 2012 году составляла 3310 человек.
Динамика численности населения муниципалитета по годам:
| 2005 | 2006 | 2007 | 2008 | 2009 | 2010 | 2011 | 2012 |
| ---- | ---- | ---- | ---- | ---- | ---- | ---- | ---- |
| 3242 | 3255 | 3267 | 3277 | 3287 | 3296 | 3304 | 3310 |

Согласно данным переписи 2005 года мужчины составляли 52,3 % от населения Каруру, женщины — соответственно 47,7 %. В расовом отношении индейцы составляли 59,6 % от населения муниципалитета; белые и метисы — 40,2 %; негры и мулаты — 0,2 %.
Уровень грамотности среди населения старше 15 лет составлял 91,6 %.

## Экономика и транспорт
Основными занятиями для жителей Каруру являются лесозаготовка, охота, собирательство и рыболовство.

28,6 % от общего числа городских и муниципальных предприятий составляют предприятия торговой сферы, 42,9 % — предприятия сферы обслуживания, 28,6 % — промышленные предприятия.

На территории посёлка расположен одноимённый аэропорт (ICAO: SKCR, IATA: CUO).